# Detlef Lindner (Fußballspieler)
Detlef Lindner (* 29. Dezember 1964) ist ein ehemaliger deutscher Fußballspieler.

## Karriere
Lindner begann seine Karriere beim Braunschweiger SV 22 und wechselte im Jahre 1980 zu Eintracht Braunschweig. Zur Saison 1984/85 rückte er in den Bundesligakader auf. Dort gab er am 15. September 1984 sein Bundesligadebüt, als er bei der 4:1-Auswärtsniederlage gegen Fortuna Düsseldorf 35 Spielminuten vor dem Ende eingewechselt wurde. In dieser Saison stieg er mit Braunschweig in die 2. Bundesliga ab. In den darauffolgenden beiden Saisons kam er noch fünfmal in der zweiten Liga zum Einsatz.